# Hieracium atrocomatum
Hieracium atrocomatum es una especie de planta con flor del género Hieracium, de la familia Asteraceae, orden Asterales.

## Distribución
Hieracium atrocomatum se distribuye por Suecia y Noruega.

## Taxonomía
Fue descrita científicamente por Elfstr. Fue publicada en Ark. Bot. 19(7): 13 (1925).